# Parisolea pachytarsis
Parisolea pachytarsis är en skalbaggsart som beskrevs av Moron 1987. Parisolea pachytarsis ingår i släktet Parisolea och familjen Rutelidae. Inga underarter finns listade i Catalogue of Life.